# La passion
La passion è un brano di musica elettronica di Gigi D'Agostino del 1999, pubblicato nell'album L'amour toujours.
Il brano è una cover riarrangiata di Rectangle, brano strumentale del 1979 del musicista francese Denis Quillard, all'epoca facente parte del duo Elli et Jacno, esponente della New Wave francese e autore fra l'altro anche di "Amoreux Solitaires" di Lio, notevole successo in Europa nel 1981. Il vocalizzo è del cantante e produttore musicale Carlo Montagner.

## Tracce
Della canzone esistono svariate versioni e remix, tra cui quella contenuta nell'album, la Cielo Mix, la versione del video (medley with rectangle radio version), un arrangiamento live del 2005 in Some Experiments e una in chiave lento violento del 2008 contenuta nell'album Suono libero sottotitolata Angeli in festa.
CD-SINGOLO
1. La passion (New Radio Cut) (2:58)
2. La passion (Cielo Mix) (7:25)
3. La passion (Radio Cut) (3:34)
4. La passion (L'amour toujours LP Mix) (7:35)
5. La passion (Tecno Fes E.P. Mix) (7:04)
6. La passion (Tanzen E.P. Mix) (4:59)

12" Vinyl
- A La passion (Tanzen Vision) (7:04)
- B La passion (Medley with Rectangle) (7:35)

CD-SINGOLO Francia
1. La passion Medley With Rectangle (Radio Edit) (3:34)
2. Rectangle (4:59)

12" Vinyl US
- A1 La passion with Rectangle (Album Mix) (7:35)
- A2 La passion with Rectangle (Mix Show Edit) (3:35)
- B1 La passion with Rectangle (Tanzen Vision Mix) (7:03)
- B2 La passion with Rectangle (passion Instrumental Mix) (4:59)

E.P. CD
1. La passion (Radio Edit) (3:47)
2. La passion (Extended Version) (7:55)
3. La passion (Album Version) (7:31)
4. Another Way (Radio Edit) (4:36)
5. Another Way (Album Version) (6:01)
6. Another Way (Extended Version) (5:08)

E.P. Vinyl
- A1 La passion (Extended Version) (7:55)
- A2 La passion (Album Version) (7:31)
- B1 Another Way (Extended Version) (7:41)
- B2 L'amour toujours (3:51)
- B3 La passion (Radio Edit) (3:47)

In più da segnalare le due versioni contenute in Tecno fes volume 2, rispettivamente di 6:46 e 6:00, la versione live del 2005 in Some Experiments 4:54 e Angeli in festa del 2008 di 4:42.

## Classifiche
| Classifica (2000-2002) | Posizione più alta |
| ---------------------- | ------------------ |
| Austria                | 1                  |
| Belgio (Fiandre)       | 1                  |
| Belgio (Vallonia)      | 16                 |
| Francia                | 18                 |
| Germania               | 22                 |
| Paesi Bassi            | 12                 |
| Polonia                | 18                 |
| Romania                | 2                  |
| Spagna                 | 15                 |
| Svezia                 | 49                 |
| Svizzera               | 13                 |
| Ungheria               | 1                  |